# Christian Gómez
Christian Gustavo Gómez (ur. 7 listopada 1974 w Buenos Aires) – argentyński piłkarz występujący na pozycji ofensywnego pomocnika w Nueva Chicago.

## Kariera klubowa

### Argentyna
Gómez jest wychowankiem drugoligowca Nueva Chicago, gdzie grał w latach 1991–1996 i strzelił 46 bramek w 155 meczach. W 1997 roku przeszedł do jednego z najbardziej utytułowanych klubów w Argentynie – Independiente, gdzie w ciągu 2 lat zdobył 12 goli w 80 spotkaniach. Zanotował krótki epizod w Argentinos Juniors, skąd wrócił do Nueva Chicago i pomógł klubowi wywalczyć awans do pierwszej ligi. W roku 2002 ponownie występował w Independiente, a w latach 2002–2004 w Arsenalu de Sarandí.

### Stany Zjednoczone
Christian Gómez pod koniec sezonu 2004 podpisał umowę z amerykańskim D.C. United, który był nim zainteresowany od kilku lat. W pierwszym sezonie zdobył 4 gole, dobrze rozumiejąc się w ofensywie zespołu z Jaime Moreno. W roku 2005 Gómez zaliczył 11 goli i 9 asyst oraz został wybrany do MLS Best XI. W sezonie 2006 otrzymał tytuł MVP ligi. Rok później zanotował 10 goli i 9 asyst w 27 spotkaniach (wszystkie w podstawowym składzie). Wybrano go do MLS All-Star w sezonach 2005, 2006 i 2007. 8 lutego 2008 został sprzedany do Colorado Rapids, jednak nie grał tam na miarę możliwości i przed sezonem 2009 powrócił do D.C. United. Na początku 2010 roku Argentyńczyk zakomunikował, że nie chce dłużej grać dla United i 25 marca podpisał kontrakt z drugoligowym Miami FC. W 2011 roku wrócił do Nueva Chicago.

## Osiągnięcia

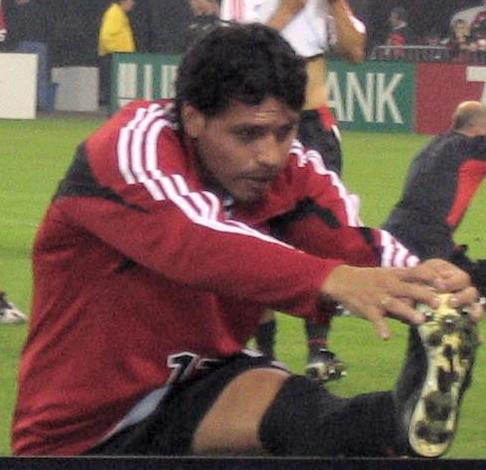
Gómez w 2004 roku

### D.C. United
- Pierwsze miejsce
  - MLS Supporters' Shield: 2006, 2007
  - Eastern Conference: 2007
- Drugie miejsce
  - U.S. Open Cup: 2009
- Trzecie miejsce
  - Puchar Mistrzów CONCACAF: 2007

### Indywidualne
- Major League Soccer MVP: 2006
- MLS Best XI: 2005, 2006, 2007